# Raffaello Gambino
Pour les articles homonymes, voir Gambino.
Raffaello Gambino (né le 18 avril 1928 à Rome et mort le 26 août 1989) est un joueur italien de water-polo . 

## Biographie
Raffaello Gambino participe aux Jeux olympiques d'été de 1952 et remporte la médaille de bronze de la compétition.

## Palmarès

### Jeux olympiques
- Jeux olympiques d'été de 1952 à Helsinki,  Finlande
  -  Médaille de bronze.